# الدوري التايلاندي الممتاز 2008
الدوري التايلاندي الممتاز 2008 (بالتايلندية: ไทยแลนด์พรีเมียร์ลีก ฤดูกาล 2551)‏ هو الموسم 12 من الدوري التايلاندي الممتاز. أقيم خلال الفترة 17 فبراير 2008 وحتى 11 أكتوبر 2008، وأشرف على تنظيمه اتحاد تايلاند لكرة القدم، وكان عدد الأندية المشاركة فيه 16، وفاز فيه نادي بوريرام يونايتد.